# غريغوري جاكوبس
غريغوري جاكوبس (بالإنجليزية: Gregory Jacobs)‏ هو كاتب سيناريو ومخرج أمريكي، ولد في القرن العشرين في نيوجيرسي في الولايات المتحدة.

## وصلات خارجية
- غريغوري جاكوبس على موقع IMDb (الإنجليزية)
- غريغوري جاكوبس على موقع ألو سيني (الفرنسية)
- غريغوري جاكوبس على موقع أول موفي (الإنجليزية)
- غريغوري جاكوبس على موقع بوكس أوفيس موجو (الإنجليزية)
- غريغوري جاكوبس على موقع قاعدة بيانات الأفلام السويدية (السويدية)
- غريغوري جاكوبس على موقع قاعدة بيانات الفيلم (الإنجليزية)
- غريغوري جاكوبس على موقع كينوبويسك (الروسية)
- غريغوري جاكوبس على موقع كينوبويسك (الروسية)